# Chrono champenois-Trophée européen 2011
La 22e édition du Chrono Champenois-Trophée Européen a eu lieu le 11 septembre 2011. La course fait partie du calendrier international féminin UCI 2011 en catégorie 1.1. Elle est remportée par l'Allemande Judith Arndt.

## Classements

### Classement final
| \| Classement général \| Classement général \| Classement général \| Classement général \| Classement général \| \| Coureur \| Coureur \| Pays \| Équipe \| Temps \| \| ------------------ \| ------------------ \| ------------------ \| ------------------ \| ------------------ \| \| 1re \| Judith Arndt \| Allemagne \| HTC-Highroad Women \| 45 min 10 s \| \| 2e \| Amber Neben \| États-Unis \| HTC-Highroad Women \| + 20 s \| \| 3e \| Wendy Houvenaghel \| Royaume-Uni \| Grande-Bretagne \| + 26 s \| \| 4e \| Olga Zabelinskaïa \| Russie \| Russie \| + 40 s \| \| 5e \| Emma Pooley \| Royaume-Uni \| Garmin-Cervélo \| + 43 s \| \| 6e \| Tara Whitten \| Canada \| Tibco-To the Top \| + 48 s \| \| 7e \| Shara Gillow \| Australie \| Bizkaia-Durango \| + 55 s \| \| 8e \| Julia Shaw \| Royaume-Uni \| Grande-Bretagne \| + 1 min 04 s \| \| 9e \| Evelyn Stevens \| États-Unis \| HTC-Highroad Women \| + 1 min 22 s \| \| 10e \| Pascale Schnider \| Suisse \| \| + 1 min 50 s \| |                   |             |                    |              |
| |                   |             |                    |              |
| Source : Cycling Quotient |                   |             |                    |              |
| Classement général |                   |             |                    |              |
| Coureur | Coureur           | Pays        | Équipe             | Temps        |
| 1re | Judith Arndt      | Allemagne   | HTC-Highroad Women | 45 min 10 s  |
| 2e | Amber Neben       | États-Unis  | HTC-Highroad Women | + 20 s       |
| 3e | Wendy Houvenaghel | Royaume-Uni | Grande-Bretagne    | + 26 s       |
| 4e | Olga Zabelinskaïa | Russie      | Russie             | + 40 s       |
| 5e | Emma Pooley       | Royaume-Uni | Garmin-Cervélo     | + 43 s       |
| 6e | Tara Whitten      | Canada      | Tibco-To the Top   | + 48 s       |
| 7e | Shara Gillow      | Australie   | Bizkaia-Durango    | + 55 s       |
| 8e | Julia Shaw        | Royaume-Uni | Grande-Bretagne    | + 1 min 04 s |
| 9e | Evelyn Stevens    | États-Unis  | HTC-Highroad Women | + 1 min 22 s |
| 10e | Pascale Schnider  | Suisse      |                    | + 1 min 50 s |